# Hrdlořezy (Prague)
Hrdlořezy est un quartier de Prague. Il compte 1 666 habitants et fait partie de Prague depuis le 1er janvier 1922. Il se trouve principalement dans le district municipal et administratif de Prague 9, et une petite partie dans celui de Prague 10. Le district est bordé par Žižkov, Vysočany, Hloubětín, Kyje et Malešice. 